# Cathy Newman

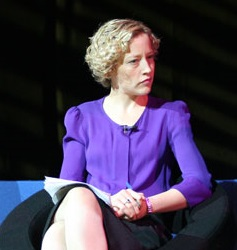
Newman em 2012

Cathy Newman é uma jornalista britânica e a primeira mulher a se tornar apresentadora do Channel 4 News. Ela trabalhou como jornalista no Washington post e operou no Financial Times por sete anos. Em 2018, sua entrevista com o psicólogo canadense Jordan Peterson viralizou na internet.

## Carreira
Newman reportou sobre as alegações de abuso sexual contra o político Lord Rennard (Liberais Democratas) e Mohamed Al-Fayed. Em 2018, ela revelou ter sido vítima de abusos sexuais durante seu ensino médio.
Ela é autora do livro Bloody Brilliant Women, que explora as histórias de mulheres pouco conhecidas.